# 飲作用

飲作用の概要

飲作用（いんさよう、英: Pinocytosis、ピノサイトーシス）とは、細胞が行うエンドサイトーシスの形式の一つであり、細胞外液に懸濁した小粒子が細胞膜の陥入によって細胞内に持ち込まれ、その結果、細胞内の小さな小胞内で粒子が懸濁する。この飲小胞は、通常、初期エンドソームと融合し、粒子を加水分解する。
飲作用はさらに、マクロ飲作用、クラスリン媒介飲食作用、カベオリン媒介飲食作用、クラスリン・カベオリン非媒介エンドサイトーシスという経路に分類され、これらの経路は全て、小胞形成のメカニズムおよび生成される小胞のサイズが異なる。
飲作用は、分子機構や取り込まれた分子の運命に応じて様々に分類される。飲作用は、本質的過程であると考えられる場合もあれば、受容体を介して高度に制御されている場合もある。

## 概要
細胞自身の栄養行為、細胞シグナル伝達等の、細胞というシステムの基本を構成する機能の1つであり、ほぼすべての細胞がこの機能を持つ。食作用が細胞外液に浮遊する粒子(壊れた細胞や病原菌)を選択的に細胞内に取り込むことを指すのに対し、飲作用は細胞外液を非選択的に細胞内に取り込むことを指す。
ヒトの場合、このプロセスは主に脂肪滴の吸収のために起こる。飲食作用では、細胞膜が拡張し、目的の細胞外物質の周りを囲んで袋を形成し、その袋が閉じて小胞が形成される。飲作用で生成された飲小胞は、食作用で生成された食胞よりも遥かに小さい。小胞は最終的に水解小体（リソソーム）と融合し、小胞の内容物が消化される。飲作用では、ATPを大量に消費する。
飲作用は、主に細胞外液（ECF）の除去や免疫監視の一環として利用される。食作用とは対照的に、飲作用は脂質（脂肪）などの代替物質の廃棄物から極少量のATPを生成する。受容体を介した飲食作用や食作用とは対極的に、飲作用は輸送する物質が非特異的であり、細胞は、存在するすべての溶質を含む周囲の液体を取り込む。食作用が粒子全体を巻き込み、後にカテプシンなどの酵素によって分解して成分を細胞内に吸収する一方、飲作用は、すでに溶解または分解された食物を細胞が飲み込む。飲作用は一般に非特異的で、非吸着性である。分子特異的な飲食作用は、受容体媒介飲食作用と呼ばれる。

## 非特異的・吸着性飲作用
非特異的・吸着性飲作用は、飲食作用の一形態であり、小粒子が細胞表面から分裂した小胞により細胞に取り込まれるプロセスである。陽イオン性タンパク質は陰性の細胞表面に結合し、クラスリンを介したシステムで取り込まれる為、受容体媒介飲食作用と非特異的・非吸着性飲作用との中間的な取り込みとなる。表面にクラスリンが発現した孔は、細胞の表面積の約2%を占め、1分程度しか持続しない。平均的な細胞表面では、毎分約2500個の孔が離脱すると推定される。クラスリンの発現は殆ど直ぐに失われ、膜はその後、細胞表面にリサイクルされる。

## マクロ飲作用
マクロ飲作用は、クラスリンに依存しない飲食作用機構であり、殆どの動物細胞で活性化される。殆どの細胞型では、マクロ飲作用は継続的に起こるのではなく、成長因子、インテグリンのリガンド、アポトーシスを起こした細胞の残骸、一部のウイルス等、特定の対象物による細胞表面の受容体の活性化に応じて、限られた時間に誘導される。これらのリガンドは複雑なシグナル伝達経路を活性化し、その結果、アクチンの動態が変化し、ラッフルと呼ばれる細胞表面の突起が形成される。ラッフルが膜上に折り畳まれると、液体で満たされた大きな飲食小胞が形成される。この小胞はマクロ飲小胞と呼ばれ、一時的に細胞内の液体の取り込み量を10倍にまで増やすことができる。マクロ飲小胞は酸性化した後、後期エンドソームやエンドリソソームと融合するが、その際、細胞膜に対象物を戻すことはない。

## 食作用と飲作用の統合
歴史的に食作用と飲作用は異なる機能と見なされてきた。しかし近年の研究により、異なっているのは取り込む対象だけであり、取り込む作用そのものは両者とも全く同一の機構であることが判明している｡そのため両者を同じものとして扱うべきであるとする立場が存在するが、主流には至っていない。

## 語源と発音
英語のPinocytosis（[ˌpɪnəsaɪˈtoʊsɪs, ˌpaɪ-, -noʊ-, -sə-]）という単語は、pino- + cyto- + -osis の連結形を用いる。これらは全てギリシャ語由来の近代ラテン語であり、píno（πίνω，飲むこと）とcytosisを反映している。この用語は1931年にウォーレン・ハーモン・ルイスによって提唱された。